# 依力马贞文
依力·马贞文（1950年2月7日—），马来西亚政治人物，沙巴进步党党员，曾经于2004年至2013年担任沙巴州实邦加国会议员。

## 政治生涯
2008年马来西亚大选中以国阵旗帜下赢得实邦加国会议席，但随后沙巴进步党在2008年9月17日宣布退出国阵，成为国会中的独立政党。